# Nardin (Oklahoma)
Pour les articles homonymes, voir Nardin.
Nardin est une census-designated place du comté de Kay, dans l'État d'Oklahoma, aux États-Unis,. En 2020, elle compte une population de 43 habitants.